# 罗莎琳·皮卡德
罗莎琳·怀特·皮卡德（英語：Rosalind Wright Picard，1962年5月17日—）是一位美国的学者和发明家，她是麻省理工学院担任媒体艺术与科学教授，也是麻省理工媒体实验室情感计算研究组的发起人、创业公司Affectiva与 Empatica 的联合创办人。

## 生平
她的研究和发明获得了许多认可。2005年，她获提名成为电气电子工程师学会的院士。
2019年，她因在情感计算和可穿戴計算方面的貢獻而當選為美國國家工程院院士，這是工程師獲得的最高職業榮譽之一。 2021年，她因在個人健康和福祉的生理訊號感應方面做出的貢獻而被評為计算机协会 (ACM)院士。 2021年，她当选为美国国家发明家科学院院士，该科学院旨在表彰对生活质量、经济发展和社会福利产生切实影响的杰出发明。2022年，她荣获国际伦巴第计算机科学研究奖 (International Lombardy Prize for Computer Science Research)，该奖项奖金为€100万欧元，她将这笔钱捐赠给数字健康和神经病学研究，以帮助挽救癫痫患者和易患婴儿猝死综合症的儿童的生命。
皮卡德于1997年出版了同名著作《情感计算》，开创了计算机科学的分支学科—情感计算。该书描述了情感在智力中的重要性、人类情感交流对人际关系的重要作用，以及机器人和可穿戴计算机识别情感的可能影响。 她在该领域的工作拓展了自闭症研究，并开发了可以帮助人类识别人类情感细微差别的设备。